# Lafayette, Indiana
Lafayette este o localitate, municipalitate și sediul comitatului, Tippecanoe, statul Indiana, Statele Unite ale Americii.
Lafayette este localitatea centrală a zonei metropolitane omonime, Lafayette, Indiana, care cuprinde trei comitate ale statului, Benton, Carroll și Tippecanoe.
Conform Recensământul Statelor Unite ale Americii din 2010, populația orașului Lafayette era de 67.140 locuitori, cu circa 19% mai mult față de cei 56.397 din 2000.

## Clima
| Date climatice pentru Lafayette, Indiana               | Date climatice pentru Lafayette, Indiana | Date climatice pentru Lafayette, Indiana | Date climatice pentru Lafayette, Indiana | Date climatice pentru Lafayette, Indiana | Date climatice pentru Lafayette, Indiana | Date climatice pentru Lafayette, Indiana | Date climatice pentru Lafayette, Indiana | Date climatice pentru Lafayette, Indiana | Date climatice pentru Lafayette, Indiana | Date climatice pentru Lafayette, Indiana | Date climatice pentru Lafayette, Indiana | Date climatice pentru Lafayette, Indiana | Date climatice pentru Lafayette, Indiana |
| Luna                                                   | Ian                                      | Feb                                      | Mar                                      | Apr                                      | Mai                                      | Iun                                      | Iul                                      | Aug                                      | Sep                                      | Oct                                      | Nov                                      | Dec                                      | Anual                                    |
| ------------------------------------------------------ | ---------------------------------------- | ---------------------------------------- | ---------------------------------------- | ---------------------------------------- | ---------------------------------------- | ---------------------------------------- | ---------------------------------------- | ---------------------------------------- | ---------------------------------------- | ---------------------------------------- | ---------------------------------------- | ---------------------------------------- | ---------------------------------------- |
| Maxima istorică °F (°C)                                | 69 (21)                                  | 74 (23)                                  | 82 (28)                                  | 89 (32)                                  | 93 (34)                                  | 104 (40)                                 | 106 (41)                                 | 98 (37)                                  | 102 (39)                                 | 92 (33)                                  | 80 (27)                                  | 71 (22)                                  | 106 (41)                                 |
| Maxima medie °F (°C)                                   | 31.6 (−0.2)                              | 36.9 (2,7)                               | 48.5 (9,2)                               | 60.7 (15,9)                              | 72.3 (22,4)                              | 81.4 (27,4)                              | 84.5 (29,2)                              | 82.5 (28,1)                              | 76.9 (24,9)                              | 64.8 (18,2)                              | 49.9 (9,9)                               | 36.9 (2,7)                               | 60,58 (15,88)                            |
| Minima medie °F (°C)                                   | 14.3 (−9.8)                              | 18.3 (−7.6)                              | 28.7 (−1.8)                              | 38.7 (3,7)                               | 49.7 (9,8)                               | 58.9 (14,9)                              | 62.4 (16,9)                              | 60.4 (15,8)                              | 52.6 (11,4)                              | 41.3 (5,2)                               | 31.7 (−0.2)                              | 20.5 (−6.4)                              | 39,79 (4,33)                             |
| Minima istorică °F (°C)                                | −33 (−36)                                | −23 (−31)                                | −15 (−26)                                | 4 (−16)                                  | 24 (−4)                                  | 36 (2)                                   | 42 (6)                                   | 36 (2)                                   | 26 (−3)                                  | 19 (−7)                                  | −2 (−19)                                 | −25 (−32)                                | −33 (−36)                                |
| Precipitații inches (mm)                               | 1.91 (48.5)                              | 1.73 (43.9)                              | 2.98 (75.7)                              | 3.26 (82.8)                              | 4.18 (106.2)                             | 4.38 (111.3)                             | 3.91 (99.3)                              | 3.73 (94.7)                              | 2.78 (70.6)                              | 2.44 (62)                                | 3.04 (77.2)                              | 2.56 (65)                                | 36,90 (937,3)                            |
| Zăpadă inches (cm)                                     | 6.5 (16.5)                               | 4.8 (12.2)                               | 2.9 (7.4)                                | 0.7 (1.8)                                | 0 (0)                                    | 0 (0)                                    | 0 (0)                                    | 0 (0)                                    | 0 (0)                                    | 0.3 (0.8)                                | 0.8 (2)                                  | 5.2 (13.2)                               | 21,2 (53,8)                              |
| Nr. de zile cu precipitații (≥ 0.01 in)                | 9.6                                      | 7.7                                      | 10.2                                     | 10.9                                     | 10.6                                     | 10.4                                     | 8.9                                      | 8.4                                      | 7.6                                      | 8.3                                      | 9.8                                      | 10.1                                     | 112,5                                    |
| Nr. mediu de zile cu ninsoare (≥ 0.1 in)               | 5.3                                      | 3.3                                      | 1.7                                      | 0.3                                      | 0                                        | 0                                        | 0                                        | 0                                        | 0                                        | 0.1                                      | 0.9                                      | 3.5                                      | 15,1                                     |
| Sursa nr. 1: The Weather Channel (January record high) |                                          |                                          |                                          |                                          |                                          |                                          |                                          |                                          |                                          |                                          |                                          |                                          |                                          |
| Sursa nr. 2: NOAA                                      |                                          |                                          |                                          |                                          |                                          |                                          |                                          |                                          |                                          |                                          |                                          |                                          |                                          |

## Transport
Aeroporturi

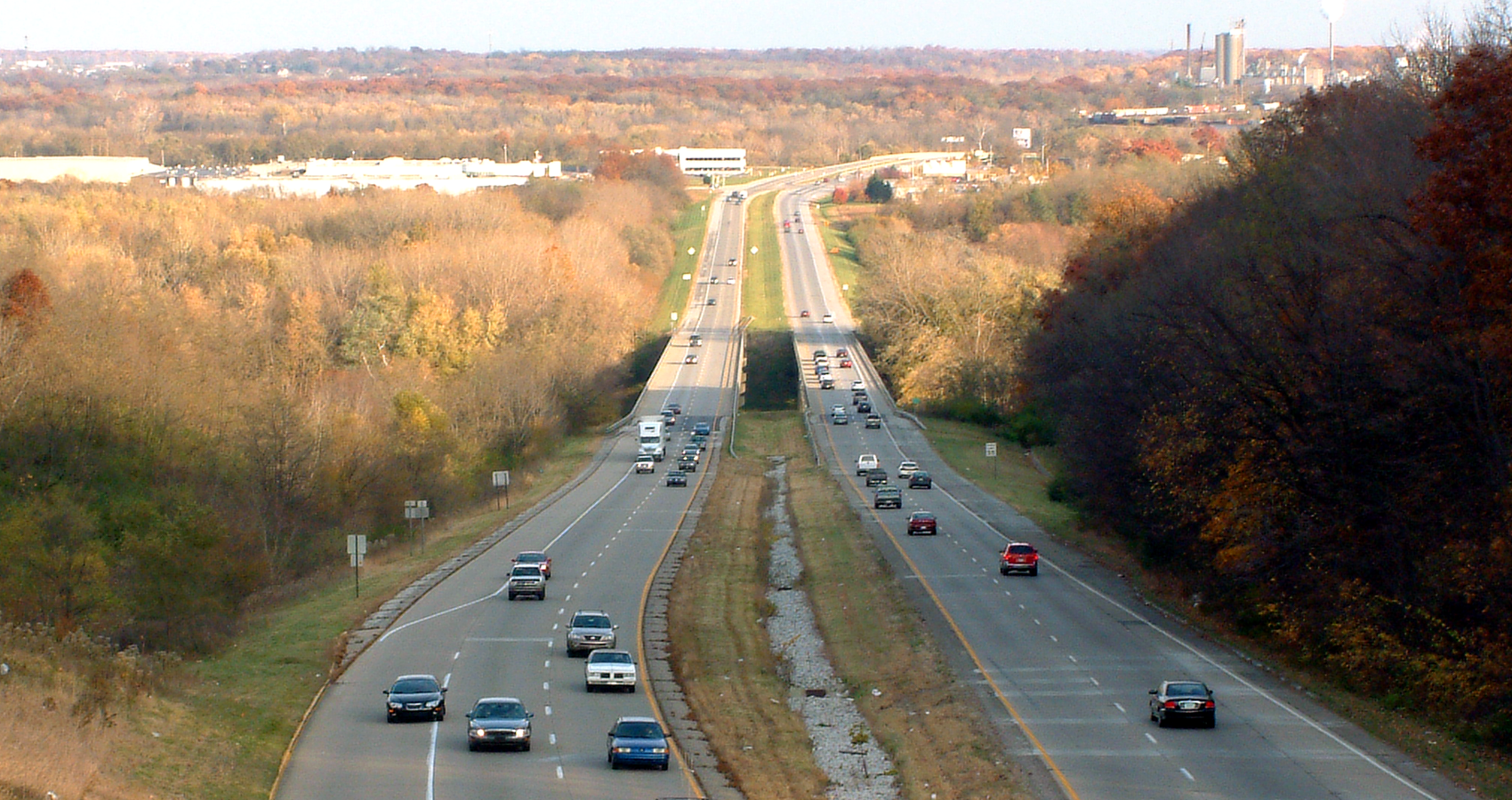
Sagamore Parkway

- Purdue University Airport (LAF), West Lafayette.

Autostrăzi
- Interstate 65 spre Gary, Indiana
- US 52 spre Joliet, Illinois
- US 231 spre Rensselaer, Indiana și Owensboro, Kentucky
- State Road 25
- State Road 26
- State Road 38

## Personalități născute aici
- Ray Ewry (1873 - 1937), atlet.